# Limbaži
Limbaži (estniska Lemsalu, tyska Lemsal, liviska Limbaž) är en stad i Limbaži kommun i Lettland. Staden hade 7 515 invånare år 2015.